# 河内孝夫
河内 孝夫（かわうち たかお、1944年11月21日 - ）は、日本の実業家、馬主。
北海道函館市にある宿泊施設・湯の川プリンスホテル 渚亭などを運営する株式会社湯の川プリンスホテルの代表取締役会長を務める。

## 経歴
1944年生まれ。北海道函館中部高等学校を卒業後、21歳の時に他界した先代から事業を引き継ぎ、1972年に湯の川プリンスホテルを創立した。その他、函館湯の川温泉協同組合理事長、社団法人函館観光協会副会長、函館商工会議所観光サービス部会長などを歴任。
2016年、湯の川プリンスホテルの社長職を息子の昌貴に譲り、代表取締役会長に就任した。

## 馬主活動と所有馬

河内の勝負服

日本中央競馬会（JRA）および地方競馬全国協会（NAR）に登録する馬主としても知られる。勝負服の柄は紫、赤袖、緑一文字、冠名には主に「ハコダテ」を馬名の前方に、「ジョー」もしくは「ジョウ」を馬名の後方に用いる。2019年には函館馬主協会第7代会長に就任（2023年まで）。

### 主な所有馬
- トップガンジョー（2006年エプソムカップ、新潟記念）
- ハコダテブショウ（2022年ながつきステークス）
- テンカジョウ（2024年マリーンカップ、2025年兵庫女王盃、エンプレス杯）